# Konary (powiat średzki)
Konary (niem. Kuhnern)– wieś w Polsce położona w województwie dolnośląskim, w powiecie średzkim, w gminie Udanin.

## Podział administracyjny
W latach 1954–1961 wieś należała i była siedzibą władz gromady Konary, po jej zniesieniu w gromadzie Udanin. W latach 1975–1998 miejscowość należała administracyjnie do województwa legnickiego.

## Zabytki
Do wojewódzkiego rejestru zabytków wpisane są:
- kościół parafialny pw. Podwyższenia Krzyża, z końca XIV w., 1500 r., XVII w., XIX w.
- cmentarz przykościelny
- cmentarz ewangelicki, z 1845 r.
- park dworski, z przełomu XVIII/XIX w.